# Bärbel Bohley
Bärbel Bohley, nacida Bärble Brosius (Berlín, 24 de mayo de 1945-Estrasburgo, 11 de septiembre de 2010) fue una artista y activista por los derechos civiles de la oposición pacífica en Alemania del Este en el despertar político de la caída del Muro de Berlín. Fue conocida por ser la cofundadora del Foro Nuevo (Neus Forum) en la RDA (1989).
Durante los años ochenta trabajó por los derechos civiles y humanos de la RDA. Centró parte de sus esfuerzos en conseguir la libertad de expresión y el derecho para lo cual fundó Iniciativa por la Paz y los Derechos Humanos en 1985.

## Biografía

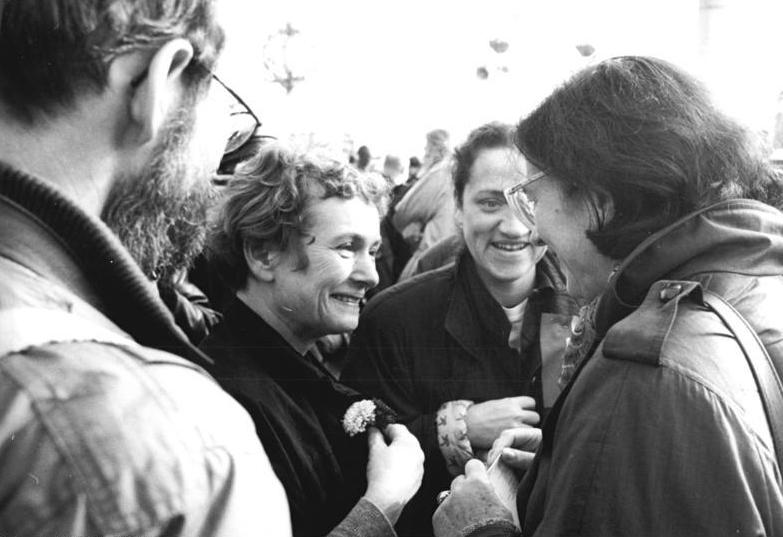
Bärbel Bohley (centro, a la izquierda).

Bärbel Bohley fue hija de Fritz y Anneliese Brosius, nació durante la Segunda Guerra Mundial. Su padre falleció durante la guerra, razón por la cual sus hermanos se negaron a realizar el servicio militar, hecho que condicionaría su vida años después. Finalizada la educación secundaria empezó a trabajar como profesora y en el ámbito cultural. En 1962, con diecisiete años se independizó, en 1969 conoció a Dietrich Bohley también pintor, autodidacta.
De clara ideología socialista apoyaba la construcción del Muro en 1961 ya que en su opinión daría estabilidad a la RDA. Sin embargo constató que la realidad del Muro de Berlín era la de reforzar en el poder a la SDE –Partido Socialista Unificado de Alemania–. En 1968 tras la Primavera de Praga, sus ideales se desvanecieron, abandonó su puesto de trabajo de profesora en el VEB e inició estudios de arte en la Kunsthochschule Berlin-Weissensee, lejos del alcance del gobierno, donde obtuvo un Diploma en pintura en 1974. En 1970 se casó Dietrich Bohley y tuvieron un hijo. Durante esta época los recortes en los derechos civiles habían aumentado

### Artista
Como artista, sus obras son una representación utópica de la vida. Recibió premios de las autoridades, entre ellos un viaje a la Unión Soviética. Su legado artístico comprenda cerca del millar de obras realizadas entre 1969 y 1989, entre dibujos, collages y técnicas pictóricas mixtas. Realizó numerosas exposiciones entre 1978 y 1990. Abandonó el arte en 1989 para dedicarse de lleno en el activismo político pacífico.

## Activismo
Fue miembro del comité de la Verbandes Bildender Künstler der DDR" (VBK) –Asociación de Artistas Visuales de la RDA (VDK)– en el distrito de Berlín en 1979. Su oposición al gobierno no empezó hasta la década de 1980, año en el que Dietrich fue encarcelado por negarse a servir como soldado y fue juzgado por la Corte marcial de Dresde. Bärbel se mostró subversiva al no serle permitido acercarse a su marido. En 1982 inició una serie de reivindicaciones en contra de la nueva ley aprobada sobre el servicio militar para mujeres en periodo de crisis, la protesta escrita fue apoyada por cincuenta mujeres más dando lugar a la fundación de Frauden Für Den Frieden –Mujeres por la Paz–, un grupo de oposición pionero.
En 1983 fue arrestada acusada tradición y de transmitir información. Durante los interrogatorios fue amenaza con una condena de doce años, solo fue retenida seis semanas y fue vigilada. Fue expulsada de la federación de artistas (VBK) de la República Democrática Alemana y se le prohibió salir del país o exhibir sus obras en la Alemania del Este. Se le acusó de estar en contacto con Los Verdes de la Alemania Occidental.
En 1985 fue cofundadora de la Iniciativa por la Paz y los Derechos Humanos, movimiento del cual fue voz opositora e incómoda para la RDA. En 1988 fue arrestada de nuevo, durante una manifestación que conmemoraba el 69.º aniversario del asesinato de Rosa Luxemburg y Karl Liebknecht, y fue expulsada de la RDA. Le concedieron un visado de seis meses para el Reino Unido, y regresó a Alemania del Este en agosto. En 1989 miles de alemanes huyen la Alemania Occidental. El 11 de septiembre se abrió la frontera con Hungría y Bohley presentó la solicitud de Foro Nuevo (Neues Forum) un movimiento ciudadano por la libertad de Alemania y para evitar la huida de los jóvenes alemanes, movimiento del cual fue una de las fundadoras y su figura más representativa. El Muro caía tres meses después. A través de las acciones de Foro Nuevo obligó a Erich Honecker del Partido Socialista Unificado de Alemania (SED) a sentarse a dialogar sobre unas elecciones libres, las libertades de los ciudadanos tales como poder viajar, expresarse o reunirse, derechos que habían sido negados hasta 1989.
Tras la caída del Muro continuó su activismo organizando las llamadas Rondas de los lunes – Montagsrunden– cuyo objetivo era evitar que los antiguos dirigentes de la EDA se hiciesen fuertes de nuevo. Después de la reunificación de Alemania en 1990, emprendió una ocupación de los archivos de la Stasi en Normannenstrasse junto con un grupo de activistas. Estas acciones la implicaron en varios procesos judiciales por afirmar públicamente que Gregor Gysi había sido un informador de la Stasi. Las actuaciones de Bohley llevaron a la inspección de dichos archivos. Pasó varios días en prisión, ya que se negaba retractarse públicamente o a pagar una multa.
A partir de 1996 fijó su residencia en Yugoslavia (Serbia y Montenegro desde 2003). Participó dirigiendo un programa para la reconstrucción de Bosnia y Herzegovina y gestionó programas de veraneo en Croacia para los refugiados. Uno de sus últimos proyectos fue un proyecto de ayuda en grupo cerca de Sarajevo, donde hizo un gran esfuerzo para construir casas a las que los refugiados pudiesen volver tras los conflictos armados en Bosnia-Herzegovina. En 2020 apoyó al FDP en la campaña para las elecciones federales. En 2008 regresó a Berlín para recibir tratamiento para un cáncer que le fue diagnosticado.

## Fallecimiento
Bärbel Bohley murió en Estrasburgo el 11 de septiembre de 2010 de cáncer de pulmón. Fue enterrada en el cementerio Dorotheenstadt en Berlín-Mitte y desde 2016 es una tumba honoraria. Su legado político se conserva en el archivo de la Sociedad Haveman que ella cofundó en los años 1980.

## Premios y reconocimientos
- 1976 Promoción del Comercio de Arte del Estado de la RDA.[8]
- 1980 Premio de Promoción del Comercio de Arte de Estado de la RDA.[8]
- 1989 Premio Karl Hofer (Amigos de la Universidad de las Artes, Berlín Occidental).[8]
- Cruz Federal al Mérito y el Premio Nacional por los servicios prestados.[5]

## Obras
- "Es gibt keine wichtigen und unwichtigen Menschen En der Revolution" – 20 Jahre Mauerfall, en: Robertson-von Trotha, Caroline Y. (ed.): Herausforderung Demokratie. Demokratisch, parlamentarisch, gut? (Kulturwissenschaft interdisziplinär/Interdisciplinary Studies on Culture and Society, v. 6), Baden-Baden 2011

- Hanser, München/Wien 1989, ISBN 3-446-15902-9

- Ullstein Verlag, Berlín 1997, ISBN 3-548-33223-4 (con Geleitwort von Helmut Kohl).

- Herder, Freiburg im Breisgau/Basel/Wien 1998, ISBN 3-451-04619-9 (con Ehrhart Neubert).

- In: Ilko-Sascha Kowalczuk (ed.) Freiheit und Öffentlichkeit. Politischer Samisdat in der DDR 1985–1989. Berlín 2002. (= Schriftenreihe des Robert-Havemann-Archiv; 7)
- Bohley, Bärbel 1945-2010; Praschl, Gerald 1968-; Rosenthal, Rüdiger 1952-. Mut - Frauen in der DDR : mit Fotos und Dokumenten. ISBN 3-7766-2434-5. OCLC 1165500002.

- "Es gibt keine wichtigen und unwichtigen Menschen in der Revolution“ – 20 Jahre Mauerfall, in: Robertson-von Trotha, Caroline Y. (eds.) Herausforderung Demokratie. Demokratisch, parlamentarisch, gut? (= Kulturwissenschaft interdisziplinär/Interdisciplinary Studies on Culture and Society, v. 6), Baden-Baden 2011, ISBN 978-3-8329-5816-9

- BasisDruck, Berlín 2011, ISBN 978-3-86163-143-9 (editado por Irena Kukutz. Con un informe de seguimiento de Klaus Wolfram).